# Quadro de medalhas dos Jogos Pan-Americanos

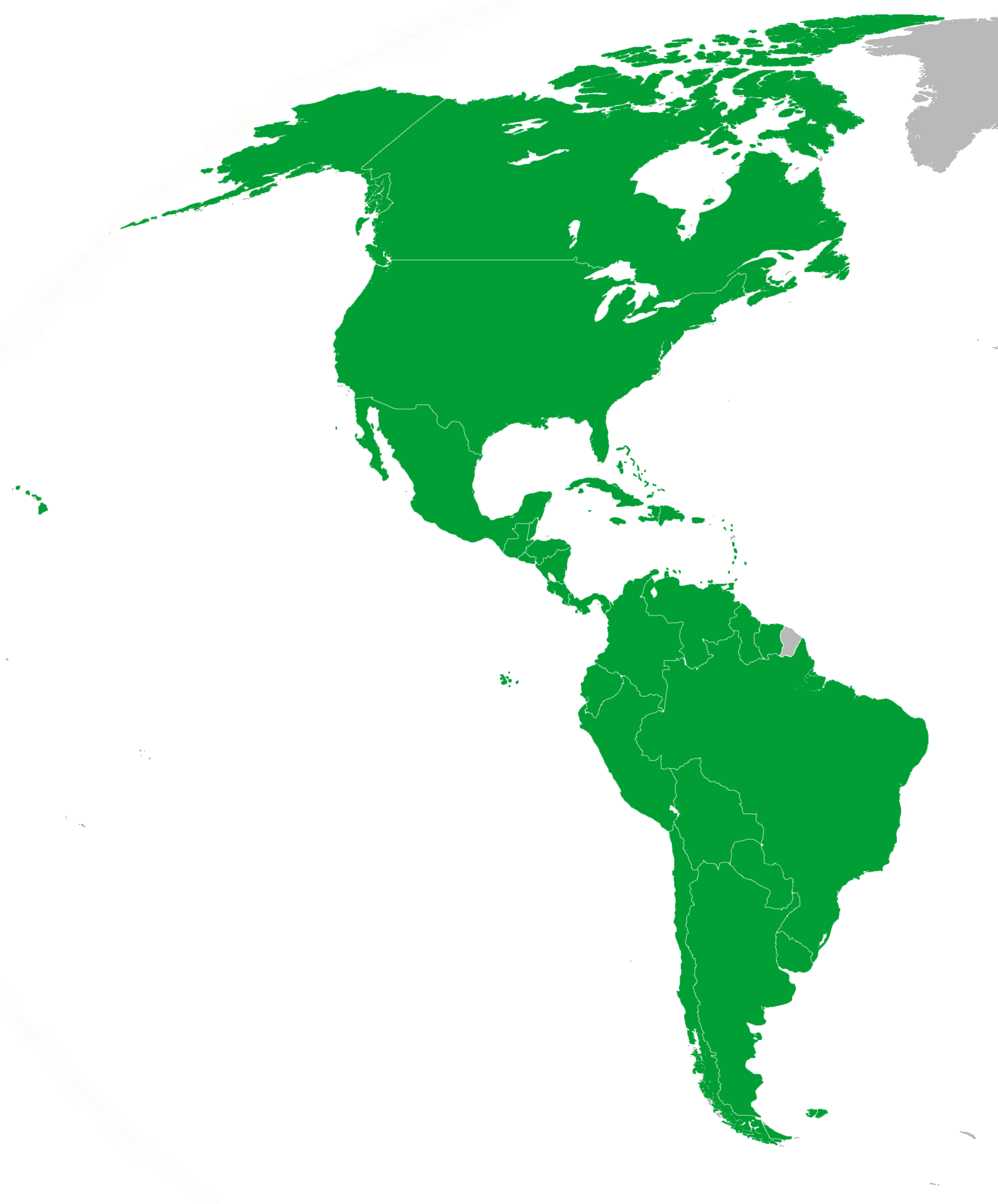
Mapa das nações que participam dos Jogos Pan-Americanos.

Esta é uma lista das medalhas dos países nos Jogos Pan-Americanos ao longo das dezoito  edições já realizadas, até 2023. O quadro de medalhas está classificado de acordo com o número de medalhas de ouro, estando as de prata e as de bronze como critérios de desempate.

## Jogos Pan-Americanos de Verão
- Atualizado após o Pan de Santiago 2023[1]

| Ordem | País                         | Medalha de ouro | Medalha de prata | Medalha de bronze |        |
| ----- | ---------------------------- | --------------- | ---------------- | ----------------- | ------ |
| 1     | USA Estados Unidos           | 2 188           | 1 617            | 1 194             | 4 999  |
| 2     | CUB Cuba                     | 938             | 642              | 613               | 2 193  |
| 3     | CAN Canadá                   | 537             | 776              | 918               | 2 231  |
| 4     | BRA Brasil                   | 450             | 475              | 657               | 1 582  |
| 5     | ARG Argentina                | 343             | 391              | 501               | 1 235  |
| 6     | MEX México                   | 310             | 362              | 617               | 1 289  |
| 7     | COL Colômbia                 | 165             | 208              | 296               | 669    |
| 8     | VEN Venezuela                | 110             | 235              | 317               | 662    |
| 9     | CHI Chile                    | 69              | 141              | 205               | 415    |
| 10    | DOM República Dominicana     | 47              | 83               | 146               | 276    |
| 11    | ECU Equador                  | 45              | 49               | 92                | 186    |
| 12    | PUR Porto Rico               | 36              | 92               | 159               | 287    |
| 13    | JAM Jamaica                  | 32              | 48               | 74                | 154    |
| 14    | PER Peru                     | 29              | 46               | 105               | 180    |
| 15    | GUA Guatemala                | 22              | 24               | 48                | 94     |
| 16    | URU Uruguai                  | 14              | 34               | 53                | 101    |
| 17    | TTO Trinidad e Tobago        | 14              | 31               | 34                | 79     |
| 18    | BAH Bahamas                  | 9               | 15               | 15                | 39     |
| 19    | CRC Costa Rica               | 7               | 7                | 20                | 34     |
| 20    | PAN Panamá                   | 5               | 23               | 41                | 69     |
| 21    | ESA El Salvador              | 5               | 9                | 18                | 32     |
| 22    | AHO Antilhas Neerlandesas    | 5               | 9                | 17                | 31     |
| 23    | BOL Bolívia                  | 3               | 5                | 10                | 18     |
| 24    | SUR Suriname                 | 3               | 3                | 5                 | 11     |
| 25    | PAR Paraguai                 | 2               | 5                | 15                | 22     |
| 26    | GUY Guiana                   | 2               | 5                | 14                | 21     |
| 27    | LCA Santa Lúcia              | 2               |                  | 3                 | 5      |
| 28    | BAR Barbados                 | 1               | 4                | 13                | 18     |
| 29    | BER Bermudas                 | 1               | 4                | 5                 | 10     |
| 30    | CAY Ilhas Cayman             | 1               | 4                | 1                 | 6      |
| 31    | ANT Antígua e Barbuda        | 1               | 3                | 5                 | 9      |
| 32    | GRN Granada                  | 1               | 3                | 2                 | 6      |
| 33    | IVB Ilhas Virgens Britânicas | 1               |                  |                   | 1      |
| 34    | NCA Nicarágua                |                 | 6                | 10                | 16     |
| 35    | ISV Ilhas Virgens Americanas |                 | 4                | 5                 | 9      |
| 36    | HAI Haiti                    |                 | 3                | 7                 | 10     |
| 37    | HON Honduras                 |                 | 3                | 6                 | 9      |
| 38    | ARU Aruba                    |                 | 2                | 2                 | 4      |
| 39    | SKN São Cristóvão e Neves    |                 | 2                | 2                 | 4      |
| 40    | DMA Dominica                 |                 | 2                | 2                 | 4      |
| 41    | BIZ Belize                   |                 |                  | 2                 | 2      |
| 42    | VIN São Vicente e Granadinas |                 |                  | 2                 | 2      |
| TOTAL | TOTAL                        | 5 432           | 5 377            | 6 261             | 17 040 |

- Legenda: Antilhas Neerlandesas não competem mais nos Jogos Pan-Americanos.

1. ↑  Nos Jogos Pan-Americanos de 2023, o país foi suspenso pelo Comitê Olímpico Internacional em razão da interferência governamental no Comitê local, disputando como Equipe de Atletas Independentes. As medalhas conquistadas no país serão contabilizadas no ranking geral.

## Jogos Pan-Americanos de Inverno
Esta é uma lista das medalhas dos países nos Jogos Pan-Americanos de Inverno de acordo com a única edição já realizada, em 1990. O quadro de medalhas está classificado de acordo com o número de medalhas de ouro, estando as de prata e as de bronze como critérios de desempate.
| Ordem | País               | Medalha de ouro | Medalha de prata | Medalha de bronze |    |
| ----- | ------------------ | --------------- | ---------------- | ----------------- | -- |
| 1     | USA Estados Unidos | 4               | 2                | 5                 | 11 |
| 2     | CAN Canadá         | 2               | 4                | 1                 | 7  |
| -     | ARG Argentina      |                 |                  |                   |    |
| -     | BRA Brasil         |                 |                  |                   |    |
| -     | BOL Bolívia        |                 |                  |                   |    |
| -     | CHI Chile          |                 |                  |                   |    |
| -     | COL Colômbia       |                 |                  |                   |    |
| -     | MEX México         |                 |                  |                   |    |
| TOTAL | TOTAL              | 6               | 6                | 6                 | 18 |

1. ↑  «Juegos Panamericanos 2023 - Web Results». Juegos Panamericanos - Web Results (em inglês). Consultado em 6 de novembro de 2023